# Saint-Michel-le-Cloucq
Saint-Michel-le-Cloucq és un municipi francès situat al departament de Vendée i a la regió de País del Loira. L'any 2007 tenia 1.226 habitants.

## Demografia

### Població
El 2007 la població de fet de Saint-Michel-le-Cloucq era de 1.226 persones. Hi havia 480 famílies de les quals 88 eren unipersonals (48 homes vivint sols i 40 dones vivint soles), 200 parelles sense fills, 168 parelles amb fills i 24 famílies monoparentals amb fills.
La població ha evolucionat segons el següent gràfic:
Habitants censats

### Habitatges
El 2007 hi havia 542 habitatges, 486 eren l'habitatge principal de la família, 23 eren segones residències i 33 estaven desocupats. 537 eren cases i 3 eren apartaments. Dels 486 habitatges principals, 394 estaven ocupats pels seus propietaris, 84 estaven llogats i ocupats pels llogaters i 8 estaven cedits a títol gratuït; 8 tenien dues cambres, 41 en tenien tres, 129 en tenien quatre i 308 en tenien cinc o més. 431 habitatges disposaven pel capbaix d'una plaça de pàrquing. A 178 habitatges hi havia un automòbil i a 288 n'hi havia dos o més.

### Piràmide de població
La piràmide de població per edats i sexe el 2009 era:
| Homes | Edats   | Dones |
| ----- | ------- | ----- |
| 4     | 95 o +  | 0     |
| 0     | 90 a 94 | 0     |
| 8     | 85 a 89 | 12    |
| 8     | 80 a 84 | 4     |
| 4     | 75 a 79 | 12    |
| 16    | 70 a 74 | 24    |
| 36    | 65 a 69 | 40    |
| 52    | 60 a 64 | 40    |
| 28    | 55 a 59 | 24    |
| 64    | 50 a 54 | 60    |
| 48    | 45 a 49 | 48    |
| 68    | 40 a 44 | 64    |
| 44    | 35 a 39 | 40    |
| 36    | 30 a 34 | 16    |
| 28    | 25 a 29 | 24    |
| 32    | 20 a 24 | 24    |
| 48    | 15 a 19 | 60    |
| 56    | 10 a 14 | 48    |
| 40    | 5 a 9   | 40    |
| 12    | 0 a 4   | 8     |

## Economia
El 2007 la població en edat de treballar era de 824 persones, 588 eren actives i 236 eren inactives. De les 588 persones actives 542 estaven ocupades (305 homes i 237 dones) i 46 estaven aturades (13 homes i 33 dones). De les 236 persones inactives 115 estaven jubilades, 68 estaven estudiant i 53 estaven classificades com a «altres inactius».

### Ingressos
El 2009 a Saint-Michel-le-Cloucq hi havia 500 unitats fiscals que integraven 1.277,5 persones, la mediana anual d'ingressos fiscals per persona era de 17.196 €.

### Activitats econòmiques
Dels 25 establiments que hi havia el 2007, 2 eren d'empreses extractives, 2 d'empreses de fabricació d'altres productes industrials, 4 d'empreses de construcció, 3 d'empreses de comerç i reparació d'automòbils, 1 d'una empresa de transport, 4 d'empreses d'hostatgeria i restauració, 1 d'una empresa financera, 2 d'empreses immobiliàries, 1 d'una empresa de serveis, 2 d'entitats de l'administració pública i 3 d'empreses classificades com a «altres activitats de serveis».
Dels 10 establiments de servei als particulars que hi havia el 2009, 2 eren tallers de reparació d'automòbils i de material agrícola, 1 paleta, 2 fusteries, 1 electricista, 1 perruqueria i 3 restaurants.
L'any 2000 a Saint-Michel-le-Cloucq hi havia 29 explotacions agrícoles que ocupaven un total de 1.254 hectàrees.

## Equipaments sanitaris i escolars
El 2009 hi havia 2 escoles elementals.

## Poblacions properes
El següent diagrama mostra les poblacions més properes.